# Nicolau Primitiu
Nicolau Primitiu Gómez i Serrano, fréquemment nommé Nicolau Primitiu, né à Sueca le 10 septembre 1877 et mort à Valence le 11 novembre 1971 est un historien et écrivain valencien.

## Biographie
Bien qu'étant né à Sueca, sa famille s'installe à Valence alors qu'il n'a que sept ans. 
En 1932, il est l'un des signataires des Normes de Castellón.
Il est le fondateur de la revue Sicània et de la maison d'édition homonyme.
Il est président de Lo Rat Penat à deux reprises, de 1933 à 1935, puis de 1959 à 1961, et directeur doyen du Centre de culture valencienne.
Il est l'inventeur du mot bacavès, construit à partir de balear, català et valencià pour désigner la langue catalane.
Grand bibliophile, son importante bibliothèque constitue le fond basique de la Bibliothèque valencienne Nicolau Primitiu, dont sa famille a fait donation à la Généralité valencienne en 1979.
Il est frère de l'homme politique Eliseu Gómez i Serrano, qui fut élu député pour le Front populaire en 1936.

## Œuvre
Principales œuvres :
- 1923 Contribució al estudi de la molineria valenciana mijeval
- 1932 Excavacions de Valencia
- 1933 Lo Rat-Penat és la Casa Pairal de la valencianitat
- 1935 La Renaixença i el Romanticisme
- 1936 La llengua valenciana a l'escola
- 1936 El bilingüisme valencià
- 1946 Excavaciones para la ampliación del antiguo palacio de la Generalidad del Reino de Valencia
- 1948 Paleolingüística valenciana
- 1949 De paleotoponímia valenciana: Onda i Quartonda
- 1950 Contribución al estudio de la protohistoria mítica de los ibero-sicanos
- 1954 De paleontoponímica valenciana pseudo-àrab
- 1950 Recordances de Sant Vicent Ferrer
- 1951 Las guerras de Aníbal preparatorias del sitio de Saguntum
- 1956 Alacant i Benacantil: estudi de paleotoponímia valenciana
- 1957 La protohistoria mítica de los Íbero-Sicanos